# Mitch Hewer
Mitchell Scott Hewer (Bristol, 1989. július 1. –) angol színész. 
Ismert szerepe a meleg Maxxie Oliver megformálása a Skins című televíziós sorozatban.

## Életpályája
A South West Academy of Dramatic Arts Schoolban tanult, majd a Hartcliffe Engineering Community College-ba nyert felvételt. 2008-ban megkapta Danny Miller szerepét a Britannia High zenés sorozatban, majd ugyanazon év júniusában a Cosmopolitan címlapján, meztelenül pózolt egy rákkutatási-kampány érdekében.

## Filmjei
- Skins (2007-2008)
- Rossz kisfiú (2014)
- Baleseti sebészet (2017)